# Proiettore di profili

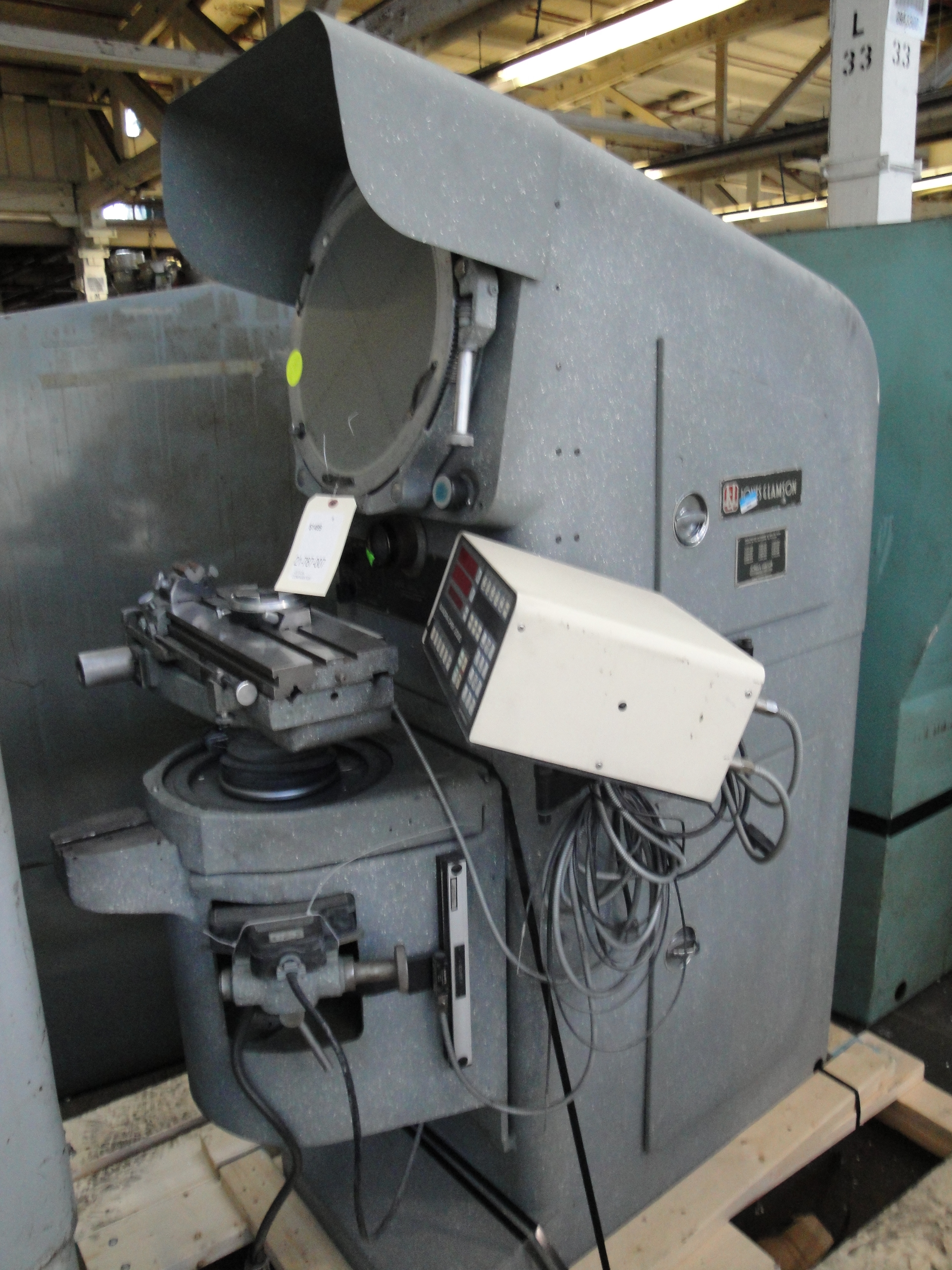
Un proiettore di profili, marca Jones & Lamson, con digital readout

Il proiettore di profili (in inglese optical profile projector o optical comparator) è un apparecchio industriale ad amplificazione ottica usato per eseguire misure bidimensionali di precisione al centesimo di millimetro. Esso funziona in sinergia con un software, per esempio il QC 4000, che elabora le misurazioni. Questo macchinario serve per misurare la precisione di ruote dentate, filettature e fori. Usato nell'industria metalmeccanica, può essere azionato in modo manuale o meccanico.

## Caratteristiche
Lo strumento è costituito da:
- una sorgente luminosa;
- un primo sistema di lenti, chiamato condensatore, che rende paralleli i raggi luminosi che provengono dalla sorgente luminosa e che investono il pezzo da controllare;
- un secondo sistema di lenti, chiamato obiettivo, che raccoglie l'immagine del pezzo ingrandendola e inviandola allo specchio che la riflette sullo schermo traslucido.

Un'importante caratteristica del proiettore di profili è la molteplicità dei controlli attuabili. Infatti:
- è possibile confrontare direttamente l'immagine ingrandita di un pezzo con un disegno in scala disposto sullo schermo;
- è possibile misurare direttamente sullo schermo l'immagine ingrandita di un pezzo con un regolo;
- è possibile misurare il pezzo con l'ausilio di un riferimento sullo schermo spostando la tavola portaoggetti che lo sostiene a intervalli di graduazione di 1µm.

Con il proiettore di profili possono essere eseguite misure in luce trasmessa, in luce riflessa o per combinazioni delle due precedenti:
- In luce trasmessa: il pezzo da controllare viene riprodotto sullo schermo quale immagine di profili in campo chiaro.
- In luce riflessa: possono essere controllati e misurati particolari sulla superficie del pezzo come incisioni, solchi, ecc. In tal caso la superficie del pezzo viene riprodotta, illuminata, in campo oscuro.